# شرکت هانتسمن
شرکت هانتسمن (انگلیسی: Huntsman Corporation) شرکت چندملیتی آمریکایی تولیدکننده و بازاریاب محصولات شیمیایی برای مشتریان و مصرف کنندگان صنعتی است. هانتسمن تولیدکنندهٔ انواه پلییورتانها، محصولات نمایشی، و رنگدانه‌ها برای مشتریانی چون ب‌ام‌و، جنرال الکتریک، شورون، پروکتر اند گمبل، و یونیلیور و بزرگترین تولیدکنندهٔ پلی استایرن در آمریکا است. این شرکت با مقر خود در وودلندز، تگزاس و دفاتر اجرایی در سالت‌لیک‌سیتی، بیش از ۱۰۰ کارخانه و تأسیسات را در ۳۰ کشور جهان مورد بهره‌برداری قرار داده و در حدود ۱۵٬۰۰۰ کارمند در ۵ بخش تجاری دارد. این شرکت در سال ۲۰۱۴ بیش از ۱۲ میلیون دلار درآمد داشته است. این شرکت در سال ۱۹۷۰ توسط جان هانتسمن، سینیر تأسیس شد.